# Cryptomeria japonica

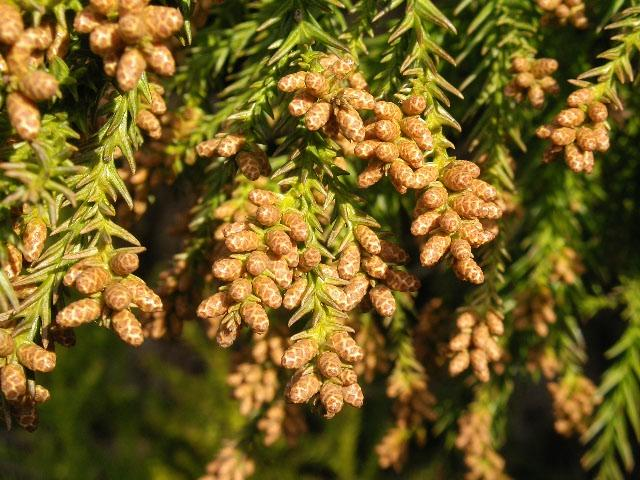
Flores masculinas.

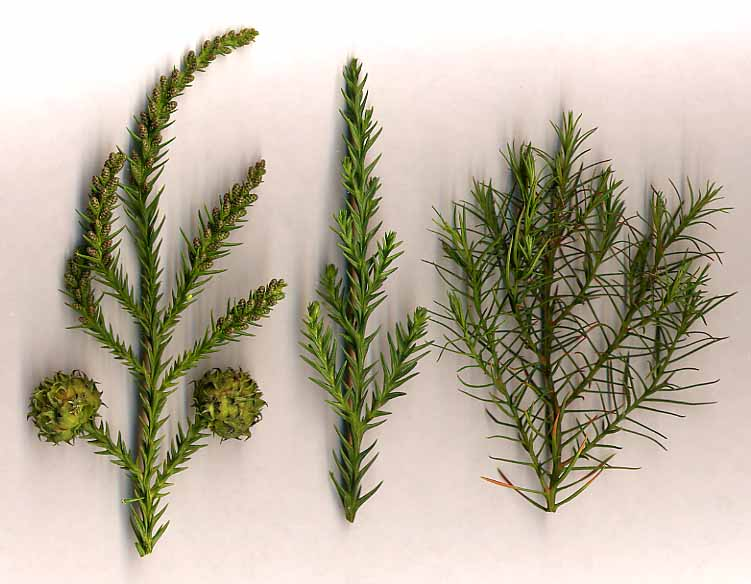
Cryptomeria japonica: (esquerda) ramo com cones maduros (baixo) e imaturos (topo); (centro) folhagem adulta; (direita) folhagem juvenil.

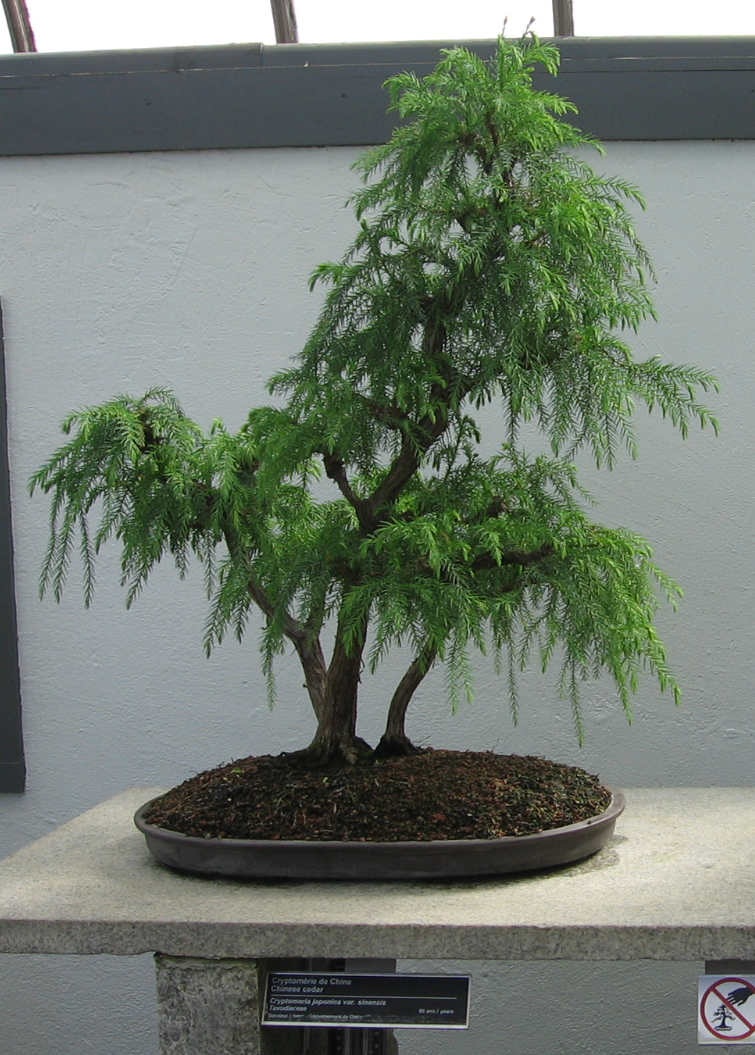
C. japonica em forma de bonsai.

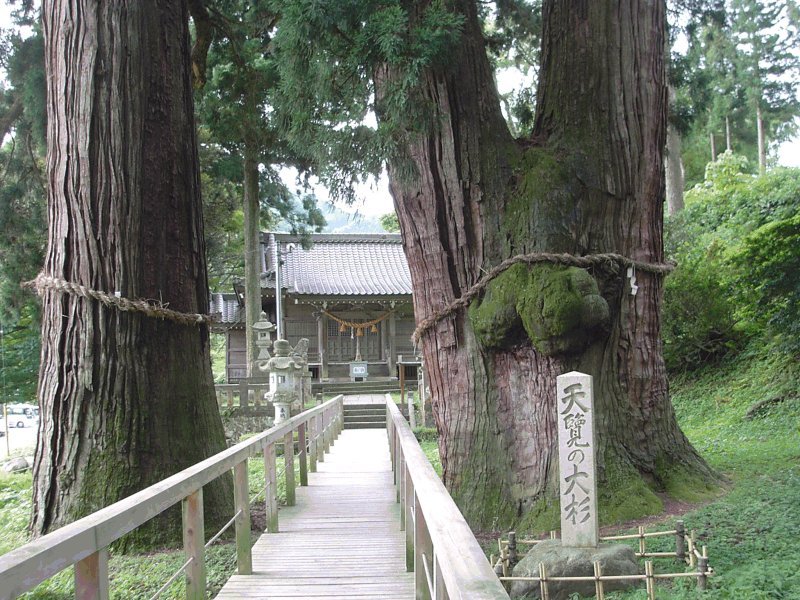
O grande sugi de Kayano.

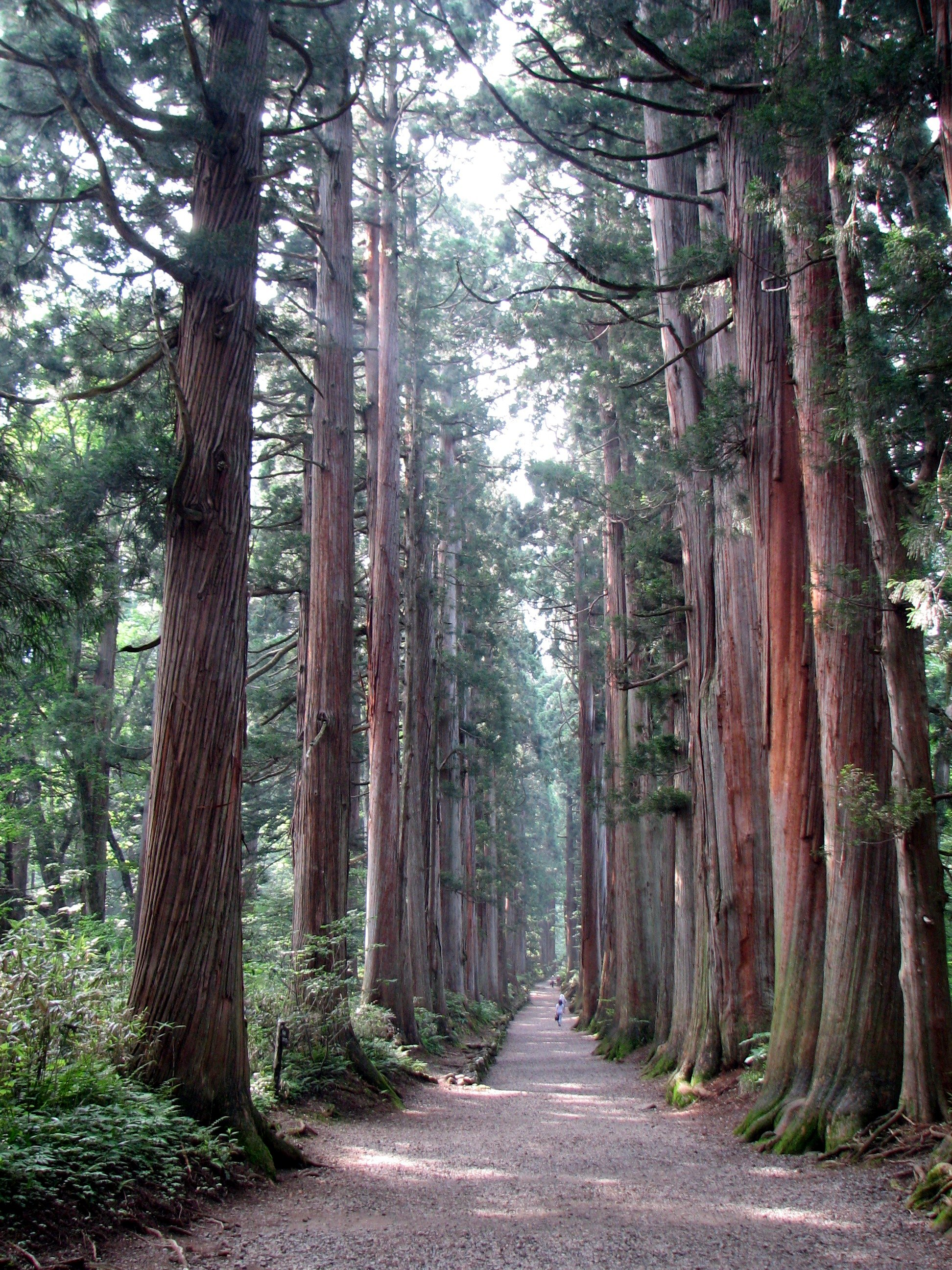
Avenida de sugi no templo de Togakushi (Nagano, Japão).

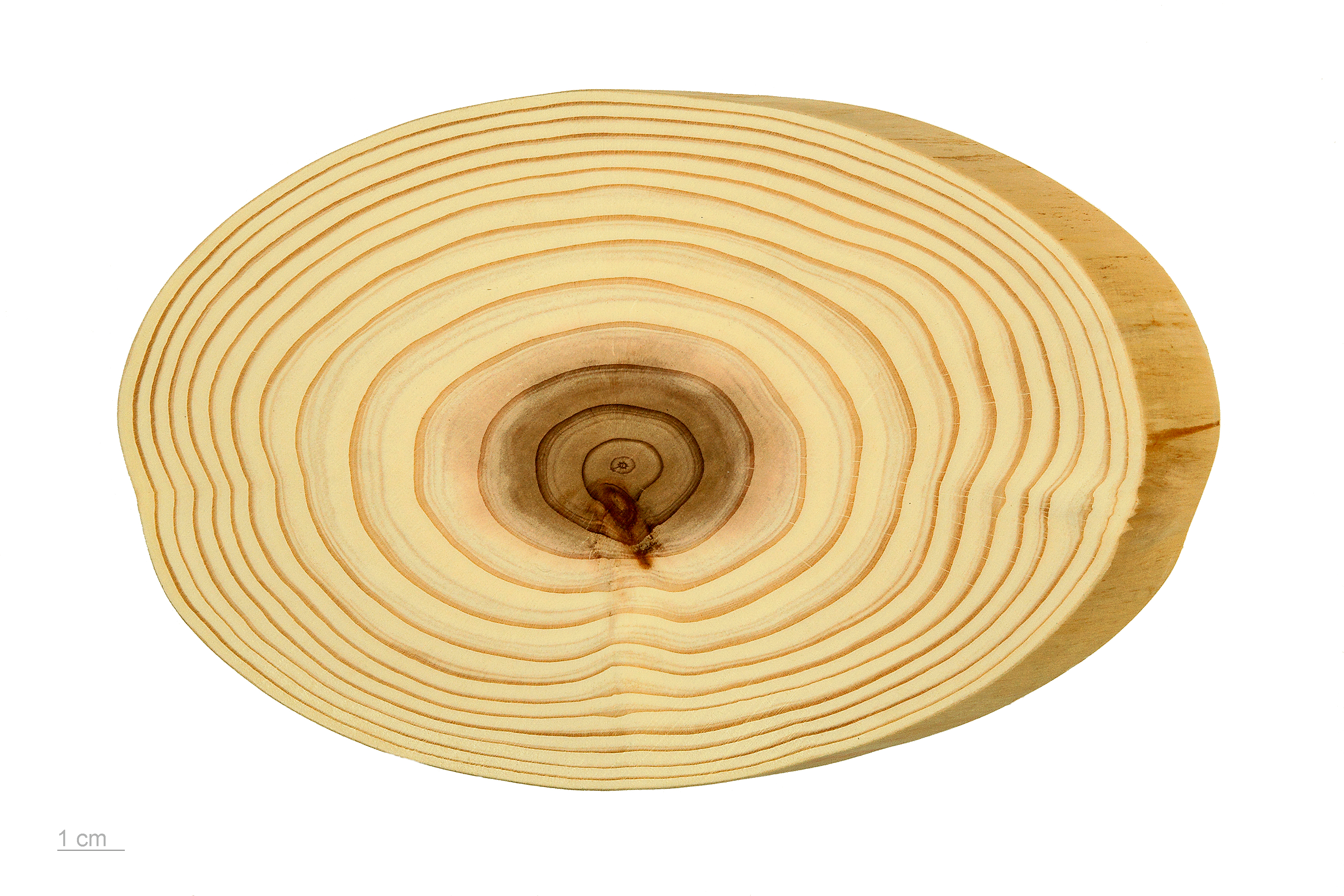
Cryptomeria japonica - MHNT

Cryptomeria Thunberg ex Linnaeus é um género monotípico de coníferas pertencentes à família Cupressaceae, anteriormente incluído na família Taxodiaceae. O género inclui apenas a espécie Cryptomeria japonica (L.f.) D.Don (sin.: Cupressus japonica L.f.), uma árvore de grande porte endémica do Japão, onde é conhecida pelo nome de sugi (em japonês:  杉). A árvore tem nos países lusófonos os nomes comuns de criptoméria ou cedro-japonês (apesar de ser um cipreste e não um membro do género Cedrus).

## Descrição
A Cryptomeria japonica um megafanerófito perenifólio, monóico, que em condições favoráveis pode atingir até 70 m de altura e mais de 4 m de diâmetro do tronco. A copa é cónica, com tronco direito e esbelto e ramagens direitas a levemente decumbentes. O ritidoma é acastanhado-avermelhado, rugoso, desprendendo-se espontaneamente em tiras verticais.
O ramos são verticilados, ascendentes nas pontas. As folhas são lineares, semelhantes a agulhas, inseridas em espiral, verde-azuladas, com 0,5-1,0 cm de comprimento.
O fruto é um estróbilo globular, com 1–2 cm de diâmetro e cerca de 20–40 escamas, que se abre quando seca, libertando numerosas sementes aguçadas.
Quando seca ao ar, a densidade inicial da madeira de criptoméria é de 300–420 kg/m3. e apresenta um módulo de Young de 8017 MPa, 753 MPa e 275 MPa, respectivamente nas direcções longitudinal, radial e tangencial em relação às fibras da madeira.
Cryptomeria cresce bem em solos profundos e bem drenados em climas quentes e húmidos, sendo nessas condições considerada uma espécie de crescimento rápido. Tolera mal solos pobres e climas secos ou frios.
A espécie é superficialmente similar ao sequoia-gigante (Sequoiadendron giganteum), com a qual é aparentada, mas pode ser facimente diferenciada pelas folhas mais longas (menos de 0,5 cm na sequoia-gigante), pelos cones mais pequenos (4–6 cm na sequoia-gigante) e pela casca mais rija (esponjoso na sequoia-gigante).
A criptoméria é cultivada na China desde tempos imemoriais, sendo mesmo considerada por alguns botânicos como nativa. As formas desde há muito seleccionadas na China para fins ornamentais e para produção de madeira foram descritas como uma variedade distinta, a Cryptomeria japonica var. sinensis (ou mesmo como um espécie distinta, a Cryptomeria fortunei), mas estudos recentes consideram que os espécimes chineses podem ser enquadrados na variabilidade natural encontrada nas populações selvagens do Japão. Por outro lado, não há provas incontroversas de que a espécie tenha ocorrido na China em estado selvagem, pois análises genéticas da mais famosa população chinesa de Cryptomeria japonica var. sinensis, na Montanha Tianmu, onde existem árvores com uma idade estimada de 1000 anos, suporta a hipótese de que aquela população resultou de uma introdução deliberada.
Cryptomeria serve de alimento às larvas de algumas borboletas nocturnas (traças) do género Endoclita, incluindo Endoclita auratus, Endoclita punctimargo e Endoclita undulifer.
O pólen de criptoméria (a par do pólen de Chamaecyparis obtusa) é a principal causa de febre-dos-fenos no Japão.

## Simbolismo e usos
A criproméria (sugi) é a árvore nacional do Japão, sendo comum a sua plantação em torno de templos  e de santuários shinto, existindo muitos espécimes de grandes dimensões plantados há muitos séculos.
Há registo do caso de um daimyō (senhor feudal do antigo Japão) que era demasiado pobre para oferecer uma lanterna de pedra para o funeral do shogun Tokugawa Ieyasu (1543–1616) em Nikkō Tōshō-gū, mas que solicitou que em vez dessa oferenda lhe fosse permitido plantar uma alameda de sugi, para que "futuros visitantes possam ser protegidos do calor do sol". A oferenda foi aceite e a alameda, que ainda existe, tem mais de 65 km de comprimento, sem igual em grandeza.
A criptoméria é frequentemente usada em silvicultura, sendo extensivamente plantada no Japão, na China e nos Açores. Como árvore ornamental é cultivada em múltiplas áreas temperadas, incluindo o Reino Unido e outras áreas costeiras da Europa, na costa ocidental da América do Norte e em regiões do Nepal e da Índia situadas no leste dos Himalaias.
Um cultivar muito popular para uso ornamental é o "Elegans", notável por reter a folhagem juvenil durante a sua vida adulta. Aquele cultivar produz pequenas árvores, com 5–10 m de altura, com folhagem macia e brilhante. Existem numerosos cultivares ananicados utilizados em jardins de rochas e para produzir bonsai, incluindo 'tansu', 'koshyi', 'pequeno diamante', 'yokohama' e 'kilmacurragh.'
Os seguintes cultivares ganharam o prémio Award of Garden Merit da Royal Horticultural Society:
- C. japonica[8]
- 'Bandai-sugi'[9]
- 'Elegans compacta'[10]
- 'Globosa nana'[11]
- 'Vilmoriniana'[12]

A madeira de criptoméria tem um odor agradável, cor rosada e baixa densidade. É uma madeira durável, resistente à podridão e à humidade. É utilizada no Japão para todos os tipos de construção, em especial para construir painéis interiores. Na região de Darjeeling e no Sikkim, onde a criptoméria é a árvore mais cultivada, a sua madeira é designada por dhuppi sendo amplamente utilizada na construção de habitações. Apesar de apresentar grande potencial para a produção de celulose e papel, sua madeira não é utilizada para este fim.
A sua introdução nos Açores, onde é a essencia florestal mais abundante, levou à destruição de grande parte da vegetação natural das ilhas, em especial das manchas mais ricas de laurissilva, colocando em risco várias espécies endémicas, entre as quais o priolo.

## Outros nomes comuns
A árvore tem, ainda, sido designada pelos seguintes nomes:
- Araucária-do-japão;
- Árvore-de-natal;
- Cedro-japonês;
- Cedro-do-japão.